# Coleopteroidea
I Coleopteroidea costituiscono un raggruppamento di insetti della sottoclasse Pterygota, compreso nel superordine degli Oligoneoptera (Endopterygota) e rappresentano uno dei due rami più evoluti degli insetti olometaboli.
Si suddividono nell'ordine degli Strepsiptera e in quello più ampio dei Coleoptera.